# Egzarchat apostolski Rosji
Egzarchat apostolski Rosji (łac. Exarchatus Apostolicus Russiae, rus. Апостольский экзархат России) – rosyjskokatolicki egzarchat apostolski ze stolicą w Nowosybirsku, w Rosji. Jest to jedyna funkcjonująca rosyjskokatolicka jednostka administracyjna.

## Historia
W 1917 papież Benedykt XV erygował egzarchat apostolski Rosji. Zanikł on w czasie prześladowań po rewolucji październikowej. Egzarcha Leonid Fiodorow został aresztowany 3 marca 1923 i zesłany do łagrów. Kolejny egzarcha Klemens Szeptycki został aresztowany 5 czerwca 1947 i zmarł w więzieniu w 1951. Egzarchat odrodził się po upadku komunizmu w Rosji. W 2004 papież Jan Paweł II mianował ordynariuszem egzarchatu rzymskokatolickiego biskupa diecezji Przemienienia Pańskiego w Nowosybirsku Josepha Wertha SI.

## Egzarchowie apostolscy
- bł. archimandryta Leonid Fiodorow MSU (1917 - 1935)
- bł. archimandryta Klemens Szeptycki MSU (1939 - 1951)
- sede vacante (1951 - 2004)
- bp Joseph Werth SI (2004 - nadal) z tytułem ordynariusza egzarchatu, nie egzarchy; łaciński biskup diecezji Przemienienia Pańskiego w Nowosybirsku